# Liste der Monuments historiques in Sartes
Die Liste der Monuments historiques in Sartes führt die Monuments historiques in der französischen Gemeinde Sartes auf.

## Liste der Objekte
| Bezeichnung                     | Beschreibung                                     | Standort                       | Kennzeichnung | Schutzstatus | Datum | Bild |
| ------------------------------- | ------------------------------------------------ | ------------------------------ | ------------- | ------------ | ----- | ---- |
| Notre-Dame de Pitié de la Roche | Stein, farbig gefasst, Ende des 15. Jahrhunderts | in der Kirche St-Évence (Lage) | PM88000893    | Classé       | 1964  |      |